# Franciszek Nałęcz-Rychłowski (szambelan)
Franciszek Nałęcz-Rychłowski, Franciszek Rychłowski (ur. ok. 1746, zm. 4 września 1824 w Warszawie) – szambelan Stanisława Augusta Poniatowskiego, dziedzic dóbr Boglewice. Kawaler Orderu św. Stanisława.
Syn Stanisława Wojciecha Nałęcz-Rychłowskiego, posła na sejm, chorążego piotrkowskiego i kasztelana spicymierskiego,  oraz Magdaleny Łubieńskiej. Mąż Anny Walickiej, wojewodzianki rawskiej, ślub 29 grudnia 1785 w Belsku Dużym. Ojciec dwóch córek: Apolonii ur. 1786, która wyszła za marszałka powiatu włodzimierskiego, Krzysztofa Miaskowskiego, i Julii, która wyszła za hr. Józefa Bystrzanowskiego.
Szambelanem został w  1786. Pod koniec XVIII w. mieszkał w Boglewicach, ale sprzedał je w 1815 roku Antoniemu Schillingowi i przeniósł się do Warszawy. Zmarł po 7-letniej chorobie w nocy z 4  na 5 września w swoim domu przy ul. Nowy Świat nr 1314. Miał ok. 70 lat i był już wdowcem. Został pochowany 7 września na cmentarzu Świętokrzyskim.